# Норич
Норич (енгл. Norwich) је град у Уједињеном Краљевству у Енглеској у грофовији Норфок.
Током 11. века Норич је био највећи град Енглеске после Лондона. До индустријске револуције то је био центар најнасељеније и најпросперитетније грофовије у држави.

## Становништво
Према резултатима пописа, у граду је 2011. живело 132.512 становника.
| 1981.   | 1991.   | 2001.   |
| ------- | ------- | ------- |
| 169,814 | 171,304 | 174,047 |

## Градови побратими
- Нови Сад
- Руан
- Кобленц